# Gary Oliver
Gary Oliver (Glasgow, 14 juli 1995) is een Schots voetballer die doorgaans speelt als spits. In juli 2022 verruilde hij Greenock Morton voor Falkirk.

## Carrière
Oliver debuteerde op 27 augustus 2013 voor Heart of Midlothian in de uitwedstrijd in de Scottish League Cup tegen Raith Rovers. De wedstrijd werd met 1–1 gelijkgespeeld, maar Hearts nam de strafschoppen beter en mocht door naar de volgende ronde. In 2014 werd Oliver voor een half jaar verhuurd aan Stenhousemuir. Hierna speelde hij nog een half jaar voor Hearts, alvorens hij verkocht werd aan Queen of the South. Na een jaar verkaste Oliver naar Greenock Morton, waar hij zijn handtekening zette onder een verbintenis voor de duur van drie seizoenen. Medio 2019 keerde de spits terug naar Queen of the South, waar hij voor één jaar tekende. Na dat jaar keerde hij weer terug naar Greenock Morton. Medio 2022 nam Falkirk Oliver transfervrij over.